# マレーシアプトラ大学
マレーシアプトラ大学（マレー語: Universiti Putra Malaysia、英語: University Putra Malaysia）は、マレーシアセランゴール州に位置する公立大学（国立大学）。略称はUPM。

## 歴史
1931年に農業学校として設立された。1947年にマラヤ連合総督のエドワード・ゲントによりマラヤ農業大学（the College of Agriculture Malaya）に改められた。1971年にマラヤ大学農学部門と合併しUniversiti Pertanian Malaysiaとなり、1997年に現在の名称となった。
2020年のQS世界大学ランキングではアジア33位、マレーシア国内2位とランク付けされた。

## 大学関係者

### 出身者
- モイ・メンリン - 東京大学大学院医学系研究科 教授、日本医療研究開発大賞、日本ウイルス学会杉浦奨励賞。
- リファアト・アルアリイール - パレスチナ・ガザ地区の作家、詩人、教授、活動家。